# Dusona bellator
Dusona bellator là một loài tò vò trong họ Ichneumonidae.